# Powiat Oberwart
Powiat Oberwart (niem. Bezirk Oberwart) – powiat w Austrii, w kraju związkowym Burgenland, przy granicy węgierskiej. Siedziba powiatu znajduje się w mieście Oberwart.

## Geografia
Północno-wschodnia część powiatu leży na Wzgórach Kőszeg, przez najwyższy szczyt gór (Írott-kő 884 m n.p.m.) poprowadzono granicę austriacko-węgierską.
Powiat graniczy: na południu z powiatem Güssing, na zachodzie z powiatem Hartberg (w Styrii), na północy z powiatami Wiener Neustadt-Land (w Dolnej Austrii i Oberpullendorf, na wschodzie z węgierskim komitatem Vas.

## Podział administracyjny
Powiat podzielony jest na 32 gminy, w tym trzy gminy miejskie (Stadt), dwanaście gmin targowych (Marktgemeinde) oraz 17 gmin wiejskich (Gemeinde).
| Miasta 1. Oberwart (7998) 2. Pinkafeld (5939) 3. Stadtschlaining (1965) Gminy targowe 1. Bernstein (2141) 2. Großpetersdorf (3612) 3. Kohfidisch (1437) 4. Litzelsdorf (1151) 5. Mariasdorf (1155) 6. Markt Allhau (1907) 7. Markt Neuhodis (671) 8. Neustift an der Lafnitz (810) 9. Rechnitz (2997) 10. Riedlingsdorf (1656) 11. Rotenturm an der Pinka (1455) 12. Wolfau (1516) | Gminy 1. Bad Tatzmannsdorf (1647) 2. Badersdorf (288) 3. Deutsch Schützen-Eisenberg (1071) 4. Grafenschachen (1221) 5. Hannersdorf (744) 6. Jabing (732) 7. Kemeten (1549) 8. Loipersdorf-Kitzladen (1366) 9. Mischendorf (1484) 10. Oberdorf im Burgenland (1000) 11. Oberschützen (2471) 12. Schachendorf (750) 13. Schandorf (279) 14. Unterkohlstätten (977) 15. Unterwart (973) 16. Weiden bei Rechnitz (821) 17. Wiesfleck (1187) |

(liczba mieszkańców 1 stycznia 2023)

## Transport
Przez powiat przebiegają drogi krajowe: B50 (Burgenland Straße), B56 (Geschriebenstein Straße), B57 (Güssinger Straße), B63 (Steinamangerer Straße) oraz B63a (Oberwarter Straße). Na zachodzie na teren powiatu wkracza autostrada A2, najważniejszą linią kolejową jest połączenie Wiedeń-Pinggau-Oberwart-Rechnitz. Na granicy z Węgrami, na wysokości miasta Szombathely usytuowano jedno drogowe przejście graniczne.